# Otešica
Otešica je rijeka u Hrvatskoj.

## Opis
Duga je 25 km. Teče preko jugozapadnog dijela Ličkog polja. Ulijeva se u ponornicu Liku s lijeve strane. Izvor se nalazi na sjeveroistoku Velebita na padinama Crne grede i Sovjaka.